# The Champ (1979)
The Champ is een Amerikaanse dramafilm uit 1979 onder regie van Franco Zeffirelli. Het is een remake van de gelijknamige film uit 1931.

## Verhaal
Een vader die gescheiden is van zijn vrouw, voedt zijn zoon alleen op. De zevenjarige zoon bewondert het verleden van zijn vader als professionele bokskampioen. Uit armoede en uit liefde voor zijn zoon besluit hij de bokshandschoenen weer aan te trekken, om hem een toekomst te verzekeren.

## Rolverdeling
- Jon Voight - Billy Flynn
- Faye Dunaway - Annie
- Ricky Schroder - T.J. Flynn
- Jack Warden - Jackie
- Arthur Hill - Mike
- Strother Martin - Riley
- Joan Blondell - Dolly Kenyon
- Mary Jo Catlett - Josie
- Elisha Cook jr. - Georgie
- Stefan Gierasch - Charlie